# 馬場家住宅
馬場家住宅（ばばけじゅうたく）は長野県松本市内田にある江戸時代の民家。松本市立博物館の分館の重要文化財馬場家住宅として公開されている。
江戸時代末期の長野県西南部を代表する民家建築として、平成8年（1996年）に国の重要文化財に指定された。

## 歴史
馬場家の伝承によると、先祖は武田信玄の家臣、美濃守信春の縁者である馬場亮政とされ、天正10年（1582年）、武田氏の滅亡を機に当地を開発、この住宅の前身を建立したとされている。
馬場家は、江戸時代には広大な田畑を持ち、農業を営み、当地の領主である諏訪高島藩藩主と親密な関係を持つ特別な地位にあった。
屋号は「古屋敷」と呼ばれ、西面を、左右に長屋を持つ表門、及び塀に、北面・東面を土塁で囲まれ、屋敷地中央に主屋が建ち、周囲に中門、文庫蔵、奥蔵、隠居屋、茶室、旧馬屋などの建物が配置されている。
現在では第16代当主により敷地と建物の約半分が松本市に寄贈され、主屋と文庫蔵、門長屋、旧馬屋は一般に公開されている。
なお先代の15代当主は、メキシコの日本人移民を救った外交官、馬場称徳であり、その実弟は海軍火薬廠廠長松岡俶躬である。

## 文化財
重要文化財（国指定）
- 主屋 - 嘉永4年（1851年）　切妻造り平入、鉄板葺き。長野県西南部に分布する本棟造
- 表門及び左右長屋 - 安政6年（1859年）
- 中門 - 安政6年（1859年）
- 文庫蔵 - 弘化2年（1845年）
- 隠居屋 - 元治元年（1864年）
- 奥蔵 - 元治元年（1864年）
- 土地 - 宅地、畑、山林、墓地12,297.24 m2（茶室、祝殿、土塁、竹垣、井戸を含む）

松本市指定重要文化財
- 旧馬屋（江戸末期）

## アクセス
- 鉄道：JR篠ノ井線松本駅下車、松本バスターミナルより松本電鉄バス内田線倉村行き（平日のみ運行）で約25分、「馬場家住宅東」で下車し西へすぐ。
  - 同じく松本バスターミナルより松本電鉄バス寿台線または松原線（どちらも毎日運行）に乗車し約20分、「寿台東口」で下車し南へ徒歩約20分。
- タクシー：JR篠ノ井線 村井駅から約10分。